# Paturau River

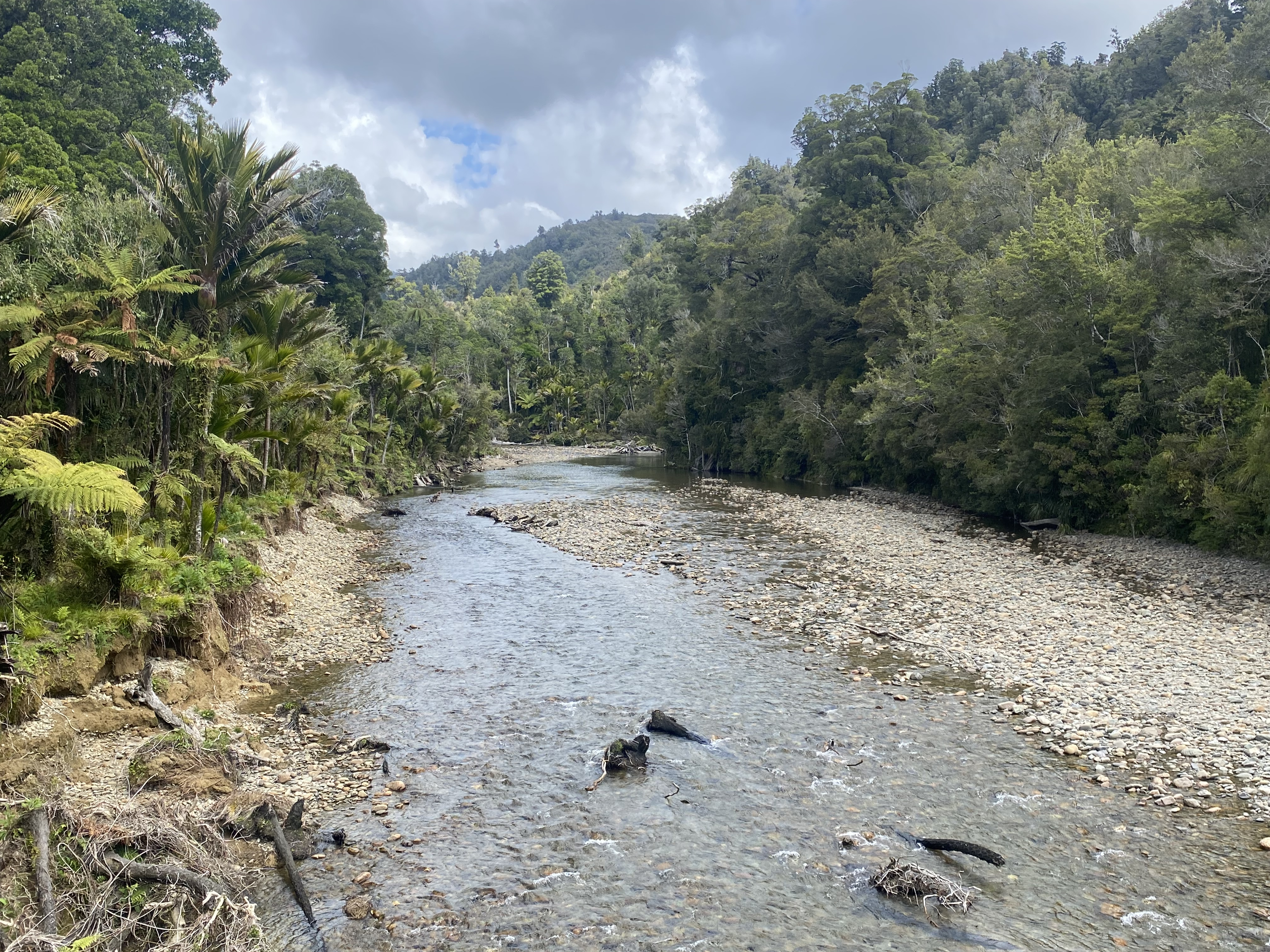
Paturau River (2023)

Der Paturau River ist ein Fluss in der Region Tasman auf der Südinsel von Neuseeland.

## Geographie
Der Paturau River entspringt in der Wakamarama Range, rund 1,2 km ostnordöstlich des 1213 m hohen Mount Stevens. Von seinem rund 1060 m hohen Quellgebiet fließt der noch junge Fluss rund 2 km nach Nordosten und schwenkt dann um in eine bevorzugt nördliche Richtung. Rund 4,5 km ostsüdöstlich seines Mündungsgebiets dreht der Paturau River nach Westen ab und fließt in einigen wenigen Windungen und einem Bogen schließlich wieder nach Norden, wo er nach insgesamt 29 km Flussverlauf bei der kleinen Ansiedlung Paturau River rund 6,3 km westsüdwestlich des Whanganui Inlet in die Tasmansee mündet.
Rund 600 m südlich seines Mündungsgebiets überquert die Cowin Road den Fluss.